# SC-ESV Parndorf 1919
Der SC-ESV Parndorf 1919 ist ein österreichischer Fußballverein aus Parndorf im Burgenland und spielt ab der Saison 2019/20 in der Landesliga Burgenland, der vierthöchsten Spielklasse in Österreich.

## Geschichte
Am 29. April 1988 wurde die erste gemeinsame Generalversammlung des SC Parndorf und ESV Parndorf abgehalten und die Fusion der beiden Klubs beschlossen. Nach zwei Jahren in der viertklassigen Landesliga musste der Verein in die 2. Liga Nord (5. Leistungsstufe) absteigen. In der Saison 1992/93 wurde der Wiederaufstieg in die höchste Liga des Burgenlands erreicht. In den Jahren bis zur Saison 2002/03 spielte der SC-ESV Parndorf stets um den Aufstieg in die Regionalliga Ost mit. In der Saison 2002/03 gelang dann der damals größte Erfolg in der Vereinsgeschichte: Mit einem Rekordvorsprung von 31 Punkten und einem Torverhältnis von 78:20 wurde der SC-ESV Parndorf 1919 Meister der Burgenlandliga und schaffte damit schließlich den Aufstieg in die Regionalliga.

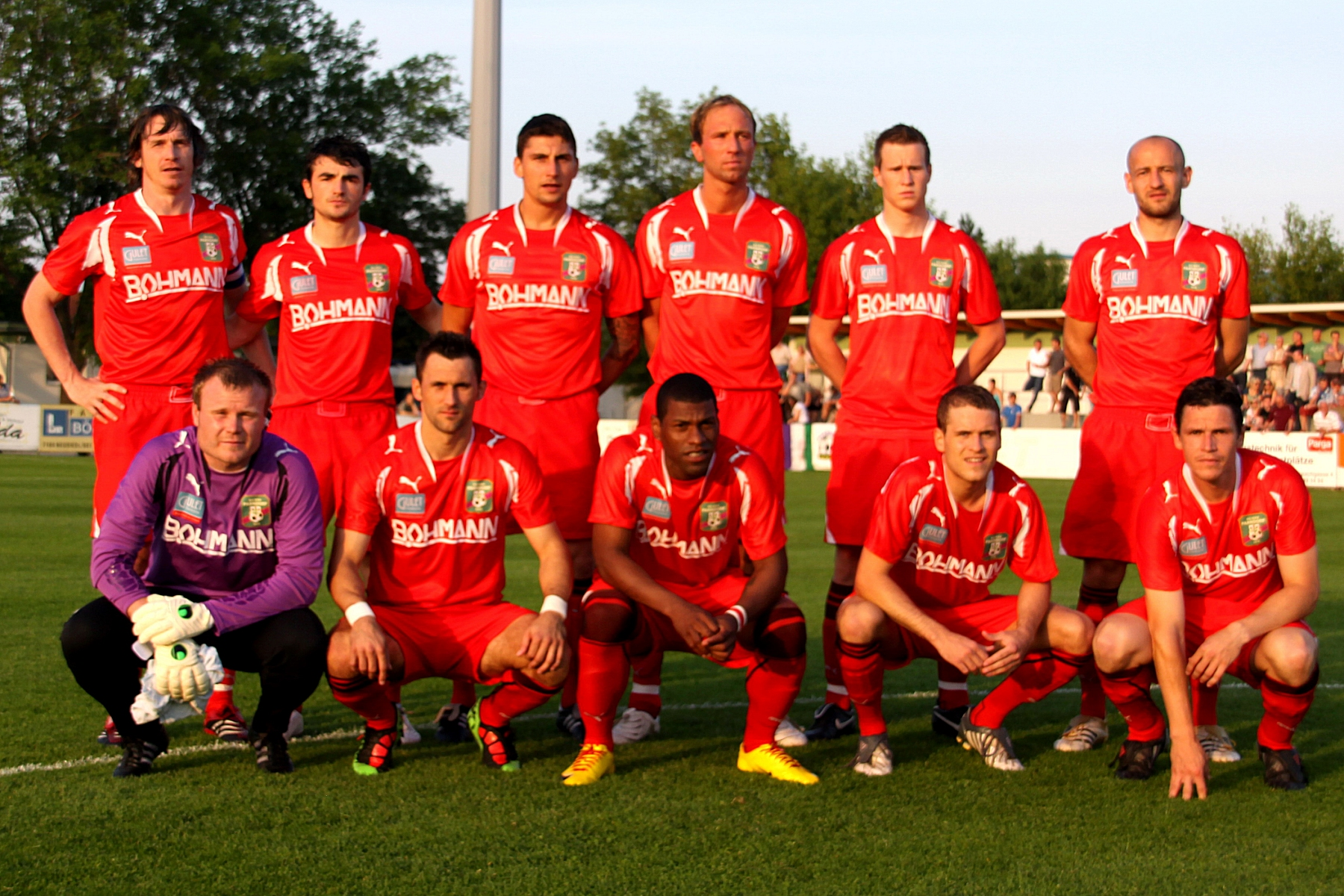
Die Mannschaft des SC-ESV Parndorf 1919 am 8. Juni 2010 im Relegationsspiel gegen den Wolfsberger AC/SK St. Andrä.

In der Saison 2003/04 schaffte der SC/ESV Parndorf 1919 mit 7 Punkten Vorsprung den Meistertitel in der Regionalliga, verpasste aber in den Relegationsspielen zur Ersten Liga den Aufstieg auf Grund der Auswärtstorregel. In der Folgesaison 2004/05 reichte es nur zum Vizemeistertitel hinter dem FK Austria Wien II.
Im Finish des Spieljahres 2005/06 setzte sich Parndorf aber letztendlich gegen seine stärksten Konkurrenten SKN St. Pölten und First Vienna FC knapp durch und stieg, nachdem die zweite Leistungsstufe auf zwölf Vereine aufgestockt und die Relegationsspiele abgeschafft wurden, direkt in die Erste Liga auf. Im ersten Jahr in der zweithöchsten Spielklasse schafften die Parndorfer den Klassenerhalt, mussten jedoch 2007/08 nach einer 1:2-Heimniederlage im direkten Abstiegsduell gegen den DSV Leoben wieder zurück in die Regionalliga.
In der Saison 2009/10 sicherte sich Parndorf in der Regionalliga Ost den dritten Platz und hatte, nachdem Meister FC Waidhofen/Ybbs kein Lizenzansuchen abgab und Vizemeister FC Admira Wacker Mödling II nicht aufsteigen durfte, damit die Chance, in der Relegation zur Teilnahme an der Ersten Liga. Nach einem 1:0-Heimsieg gegen die SPG Wolfsberger AC/SK St. Andrä, gab es im Rückspiel in Wolfsberg eine 1:4-Niederlage, womit Parndorf in der Regionalliga verbleiben musste.
Auch im darauffolgenden Jahr 2010/11 scheiterte Parndorf in der Relegation, diesmal an First Vienna FC.

### Aufstieg in die Erste Liga 2013

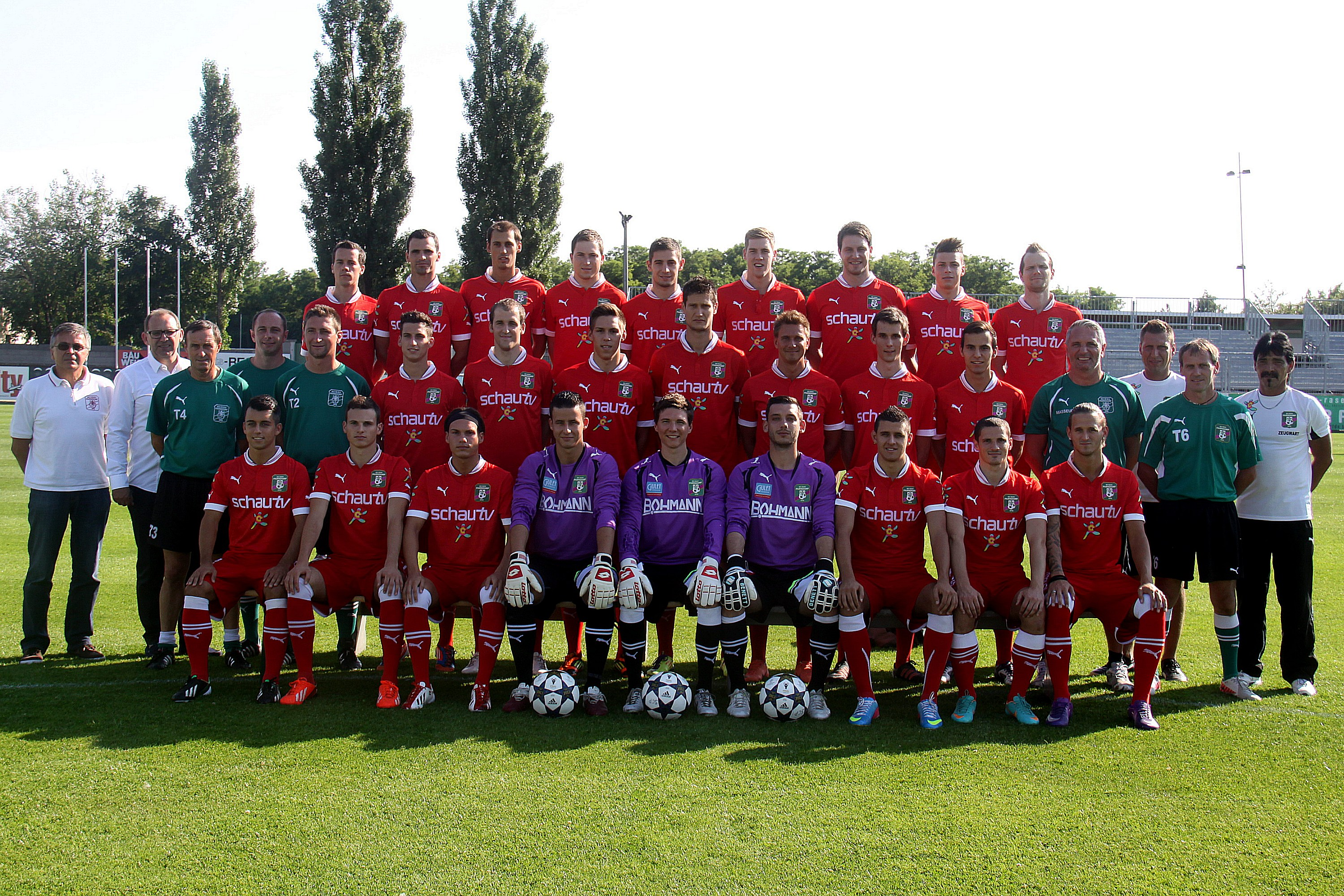
Die Mannschaft des SC-ESV Parndorf 1919 für die Saison 2013/14 in der Ersten Liga. Das Bild zeigt (jeweils von links nach rechts):
1. Reihe: Daniel Gangl, Gerhard Karner, Julian Salamon, Stefan Krell, Udo Siebenhandl, Bartolomej Kuru, Marjan Markic, Martin Marosi und Thomas Jusits;
2. Reihe: Teammanager Franz Sutrich, Sportdirektor Andreas Hackstock, Tormanntrainer Peter Paluch, Cheftrainer Paul Hafner, Co-Trainer Werner Hoffmann, Maximilian Wodicka, Mario Merkl, Rene Nürnberger, Tomas Horvath, Michael Koller, Felix Wendelin, Lukas Umprecht, Masseur Markus Köck, Zeugwart Patrick Prenner, Co-Trainer Johannes Ganster und Zeugwart Wilhelm Perschy;
3. Reihe: Patrick Kienzl, Martin Mikulic, Matthias Lindner, Dominik Silberbauer, David Dornhackl, Patrick Baumeister, Roman Kummerer, Stefan Hold und Richard Stern.

In der Saison 2012/13 wurde Parndorf Meister der Regionalliga Ost und qualifizierte sich damit für die Relegationsspiele gegen den Neunten der Ersten Liga, Blau-Weiß Linz. Die Burgenländer gewannen das Heimspiel gegen die Linzer mit 2:1 und das Auswärtsspiel mit 1:0. Damit schaffte der SC-ESV Parndorf 1919, da auch die Lizenzvoraussetzungen der österreichischen Bundesliga problemlos erfüllt werden konnten, wieder den Aufstieg in die Erste Liga und zählt zu den 20 besten Fußballteams Österreichs. Durch den gleichzeitigen Abstieg der SV Mattersburg aus der Bundesliga spielen zwei Vereine aus dem Burgenland in Österreichs zweithöchster Liga.
Um in der Ersten Liga bestehen zu können, wurde die Mannschaft mit elf Spielern verstärkt, wobei auf finanzielle Experimente verzichtet wurde. Bemerkenswert war, dass gleich drei Spieler vom benachbarten SC Neusiedl am See zu den Parndorfern wechselten.
In der zweithöchsten Spielklasse Österreichs musste Parndorf bis zum 4. Spieltag warten, ehe der erste Sieg gelang. Danach folgte eine Phase mit neun Spielen ohne vollen Erfolg, wodurch die Mannschaft von Paul Hafner in den Tabellenkeller rutschte. Trotz einiger guter Spiele konnte sie sich nicht mehr entscheidend verbessern und beendete die Saison 2013/14 auf dem neunten Platz. In der Relegation um den Verbleib in der Ersten Liga traf der SC/ESV Parndorf am 2. und 6. Juni auf LASK Linz, den Meister der Regionalliga Mitte. Daheim unterlagen die Burgenländer mit 0:1, auswärts erreichten sie vor 10.000 Zuschauern ein 1:1, womit der Abstieg in die Regionalliga Ost besiegelt war.

## Stadion
Die Heimspiele des SC/ESV Parndorf finden im Heidebodenstadion statt. Es fasst 5000 Zuschauer.

## Erfolge
- Meister der Regionalliga Ost (3): 2004, 2006, 2011 und 2013
- Vize-Meister der Regionalliga Ost: 2005
- Meister der Burgenländischen Landesliga (4): 2003

(3)/(4) = 3./4. Spielstufe im österreichischen Fußball-Ligasystem

## Zweite Mannschaft und Nachwuchs
Neben der Kampfmannschaft betreibt der SC-ESV Parndorf 1919 eine zweite Mannschaft, die in der burgenländischen Landesliga (vierthöchste Leistungsstufe) spielt.
Darüber hinaus stellt der SC-ESV Parndorf eine dritte Mannschaft die in einer Spielgemeinschaft mit dem ASV Neudorf die Meisterschaft bestreitet.
Im Nachwuchsbereich stellt der SC-ESV Parndorf 1919 sieben Mannschaften der Altersstufen U-6 bis U-16, die am Spielbetrieb des burgenländischen Fußballverbandes teilnehmen.

## Trainer
- Roman Mählich (2009)

## Frauenfußball
Der Sportclub übernahm 2009 vom FC Winden ein Frauenteam und spielte bis 2013 in der 2. Liga Ost/Süd. Aus diesem Team und weitere Frauenteams aus der Umgebung wurde 2013 ein eigener Verein gegründet, der ASK Women Soccer Bruck, der sich 2015 aus dem Spielbetrieb zurückzog. Der Verein existiert 2019 noch.